# Строфы века
«Строфы века» — антология русской поэзии XX века, выпущенная в 1995 г. минско-московским издательством «Полифакт» в серии «Итоги века. Взгляд из России». Книгу составил поэт Евгений Евтушенко, включивший в неё стихи 875 авторов. Научным редактором издания выступил Евгений Витковский.
За работу над антологией Евтушенко был удостоен Царскосельской премии.
По словам самого Евтушенко, он

начал составлять мою первую антологию «Строфы века» еще в шестидесятые годы в, казалось бы, безнадежные времена первых диссидентских процессов, охоты за самиздатом. Я хотел впервые воссоединить так называемых «белых» и «красных» — не как врагов, а как просто поэтов, просто русских под одной обложкой. Никакого шанса на публикацию такой антологии в подцензурном СССР тогда не было, и я был готов на риск напечатать эту антологию даже за границей, откуда бы она рано или поздно добралась бы до России.

Непосредственно предшествовала выходу антологии постоянная рубрика Евтушенко в журнале «Огонёк» (c 1987), где были опубликованы многие впоследствии вошедшие в антологию стихи.
Как отмечал критик Виктор Топоров,

вокруг «Строф века» разгорелась яростная полемика. Вышло в общей сложности свыше восьмидесяти статей… Одиозное и прославленное имя составителя антологии — Евгения Евтушенко, изрядная тенденциозность отбора и подбора, субъективистские и порой обидные
«врезки», обилие текстуальных и фактических ошибок <…> — всё это взывало даже не к спору, а к бичеванию, незаметно переходящему в колесование, что и имело место фактически.

По мнению поэта и составителя другой поэтической антологии, «У Голубой лагуны», Константина Кузьминского, —

основной принцип Евтушенко: навалить побольше «строительного мусора», дабы тем ярче на фоне этой свалки засияли имена (дворцы и дачи), им — и имяреками (СП, ЦК, АН и — ГБ?) избранных. сложность работы с антологией г-на евтушенко состоит — в намеренно? — созданном хаосе, где приходится то и дело отделять зерно от плевел, поскольку ссыпаны они в бункер-зернохранилище из многих и многих сусеков.

Аналогичную претензию предъявил и критик Дмитрий Кузьмин:

Евтушенко <…> соорудил гигантскую кунсткамеру: к тому или иному отдельному экспонату в ней можно относиться по-разному, но невозможно на основе этой книги составить себе какую-то осмысленную картину целого. Вот в колбе заспиртован обычный младенец, а вот трехголовый, — но нет никакой возможности выяснить, что из этого является нормой, а что отклонением, какова мера репрезентативности тех или иных вошедших в антологию текстов по отношению к наследию данного автора, к поэзии данного десятилетия, вообще к чему бы то ни было.

Развивая и конкретизируя эту мысль, поэт и критик Алексей Пурин пояснял:

нелепо предъявлять составителю «Строф века» какие-либо претензии по содержанию и объему подборок тех или иных поэтов, изумляться и вопрошать: почему так ничтожно представлены Иван Бунин и Вячеслав Иванов, при том что пугающе много не только Волошина и Багрицкого, но даже Агнивцева, Оболдуева и Дона Аминадо (поэты-фельетонисты у Евтушенко в особой чести)? Ответ прост: по составительской прихоти, справедливо провозглашенной инструментом отбора в евтушенковском предисловии. <…> для чего эта неупотребимая «вещь в себе», этот «арте-факт» евтушенковского самовыражения? Только для самовыражения?

В то же время Геннадий Красников, несмотря на ряд оговорок, констатировал, что Евтушенко

совершил поистине титанический труд, составив уникальную, не имеющую аналогов антологию русской поэзии двадцатого столетия «Строфы века», самую полную и объективную по именам и самую субъективную по фильтрационной обработке текстового материала.

А Илья Фоняков уверен:

Можно сколько угодно ругать антологию «Строфы века», составленную Евгением Евтушенко, но насколько же она интересней, ярче, чем взвешенные, усредненные антологии прошлых лет!.